# Haslemere
Haslemere (engelskt uttal: [ˈheɪzəlmɪər]) är en stad och civil parish i grevskapet Surrey i sydöstra England. Staden ligger i distriktet Waverley, cirka 19 kilometer sydväst om Guildford. Tätorten (built-up area) hade 11 898 invånare vid folkräkningen år 2021.